# Lomnianska vrchovina
Lomnianska vrchovina je geomorfologický podcelek Javoria. Nejvyšší vrch území je Lomné s výškou 908 m n. m. 

## Vymezení
Podcelek zabírá severní část Javoria a od zbytku pohoří ho na jihovýchodě odděluje Podlysecká brázda. S Javorianskou hornatinou sousedí v údolí Krupinice v jižní části. Severním směrem navazuje Zvolenská kotlina a její podcelky Slatinská kotlina, Zvolenská pahorkatina a Sliačska kotlina, severozápadním směrem se Javoria dotýkají Kremnické vrchy s podcelkem Turovské predhorie. Západním směrem území klesá do Pliešovské kotliny a na jihu na Lomnianskou vrchovinu navazuje Závozská vrchovina, která je součástí Krupinské planiny.

## Významné vrcholy
- Lomné (908 m n. m.) – nejvyšší vrchol podcelku
- Sekier (887 m n. m.)
- Kozí hrb (874 m n. m.)
- Veľký Korčín (863 m n. m.)
- Človekovo (844 m n. m.)

## Turistika
Severní část Javoria je turisticky nejvyhledávanější částí pohoří, jelikož velmi atraktivními jsou ruiny Pustého hradu v blízkosti Zvolenu. V okolí města je více turistických chodníků a v údolí Ľubice je přírodní rezervace Prosisko.